# Récupération politique
Pour les articles homonymes, voir Récupération.
La récupération politique, l’instrumentalisation politique ou le fait de tirer parti de l'actualité sont des expressions décrivant le phénomène par lequel une personnalité politique ou un parti politique s'empare d'un événement ou d'un débat surgi dans l'espace public hors de la sphère politique en prétendant s'y intéresser, le tout dans le but principal d'en tirer un bénéfice électoral ou d'améliorer son image médiatique. Forme d'opportunisme, elle est généralement critiquée par les adversaires politiques du récupérateur qui, ce faisant, concourent néanmoins à la politisation de la question.
Pour Jean Garrigues, historien spécialiste de la politique, « la récupération politique est une pratique qui vient historiquement de l'extrême droite, mais elle est aujourd'hui le fait de tous les partis ». Il distingue cependant deux types de récupération politique, celle dite de « confirmation » et celle d'« opposition ». Dans le premier cas, il s'agit de démontrer que sa vision du monde est correcte et de faire triompher ses idées, dans le second, il s'agit de réagir lorsque sa propre grille de lecture est percutée par celle de son adversaire politique.

## Contours et critique de la notion
Sami Biasoni, docteur en philosophie, fait la distinction entre récupération et instrumentalisation politique ; « Récupérer, c'est s'appuyer sur le réel pour accréditer sa propre thèse. Instrumentaliser, c'est ne retenir que les faits qui servent à la confirmer ».
Un regard critique sur cette notion et son utilisation dans le débat public est apporté par Arthur Berdah, journaliste au Figaro et chroniqueur à France Inter, estimant que « s’appuyer, même à chaud, sur les événements pour construire une réponse, élaborer un programme, confirmer un diagnostic, ou simplement proposer une vision, ça n’est pas faire de la récupération, mais c’est justement faire de la politique ».
La critique est partagée par l'écrivain canado-suisse de langue française Quentin Mouron, dans la revue Le Regard libre. Il se montre critique à l'égard des « cris d’orfraie de la gauche et la majorité », dénonçant « à grands cris les tentatives de récupération politique, comme si elles n’en avaient jamais commis elles-mêmes, comme si le propre de la politique n’était pas justement de penser l’événement qui surgit, comme si le propre de la politique n’était pas justement d’accueillir l’inouï, au lieu de le rejeter sans ménagement dans la rubrique des faits divers, à côté des chiens écrasés et des gains de loterie ».